# Ernst Siegfried Hansen
Ernst Siegfried Hansen (* 7. Dezember 1917 in Bredebro; † 1. April 1980 in Kopenhagen) war ein dänischer Chefredakteur und Generalsekretär des Bundes deutscher Nordschleswiger, der Dachorganisation der Deutschen Minderheit in Dänemark.

## Leben
Ernst Siegfried Hansen stammte aus Bredebro an der Westküste Nordschleswigs. Nach bestandenem Abitur am Deutschen Gymnasium in Apenrade absolvierte er sein Volontariat beim Flensburger Tageblatt und seine Ausbildung an der Presseschule in Berlin. 1937 bis 1944 schrieb Hansen regelmäßig politische Artikel für die NS-Monatszeitung Junge Front. Von 1942 bis 1944 war er Auslandskorrespondent der Vereinigten Pressedienste in Paris. 1944 kehrte er als Redakteur nach Nordschleswig zurück und arbeitete an der nationalsozialistischen Nordschleswigschen Zeitung. Wie die meisten männlichen Angehörigen der Minderheit wurde er nach der Kapitulation im Lager Faarhus interniert, kam allerdings schon im August 1945 wieder frei. Er kehrte nach Apenrade zurück und war entscheidend an der Gründung der neuen Dachorganisation der Minderheit, des Bundes Deutscher Nordschleswiger, beteiligt, der in seiner Gründungserklärung auf Basis der Haderslebener Erklärung von 1943 eine Loyalitätserklärung abgab gegenüber dem dänischen Königshaus, dem dänischen Volk und gegenüber der Grenze von 1920. 1945 bis 1947 war Hansen Generalsekretär des Bundes Deutscher Nordschleswiger, von 1946 bis 1953 Chefredakteur der neugegründeten Tageszeitung Der Nordschleswiger.
1953 wechselte Ernst Siegfried Hansen als Korrespondent des Nordschleswigers nach Kopenhagen. 1957 wurde er Korrespondent der Deutschen Presseagentur für Dänemark. Von 1972 bis 1979 war er Vorsitzender des Ausländischen Pressevereins in Kopenhagen. Ernst Siegfried Hansen war darüber hinaus langjähriger Vorsitzender der St. Petri-Schulkommission und des St. Petri-Kirchenkollegiums. In die Zeit seines Vorsitzes fällt die grundlegende Restaurierung dieser ältesten Kirche von Kopenhagen.

### Auszeichnungen
- Bundesverdienstkreuz 1. Klasse
- Dannebrogorden
- Großes Verdienstkreuz des Verdienstordens der Bundesrepublik Deutschland

## Veröffentlichungen
- Das „Kopenhagener Protokoll“. Hintergrund und Bedeutung eines Dokuments der jüngsten schleswigschen Geschichte. In: Grenzfriedenshefte (1953), Sonderheft, S. 1–44 (Digitalisat).
- Kurier der Heimat. Das Spiel um Schleswig zwischen Kapitulation und Programm Nord. Deutscher Heimatverlag, Bielefeld 1955.
- Disteln am Wege. Von der Besetzung Dänemarks bis zu den Bonner Erklärungen. Deutscher Heimatverlag, Bielefeld 1957.